# Tranqueville-Graux
Tranqueville-Graux é uma comuna francesa na região administrativa de Grande Leste, no departamento de Vosges. Estende-se por uma área de 14,94 km². Em 2010 a comuna tinha 105 habitantes (densidade: 7 hab./km²).